# Naie, Hokkaidō
Naie (奈井江町 Naie-chō) là thị trấn thuộc huyện Sorachi, phó tỉnh Sorachi, Hokkaidō, Nhật Bản. Tính đến ngày 1 tháng 10 năm 2020, dân số ước tính thị trấn là 5.120 và mật độ dân số là 58 người/km2. Tổng diện tích thị trấn là 88,05 km2.